# Idioma tapachulteco
El idioma tapachulteco es una lengua muerta de la familia mixe-zoque que se habló en el Soconusco, región meridional del estado mexicano de Chiapas. Se trata de una lengua poco documentada, que es referida en obras del siglo XIX y principios del siglo XX.: 35–37 

## Aspectos históricos, sociales y culturales

### Distribución geográfica
De acuerdo con los especialistas[cita requerida] que la han abordado, la lengua se habló en la comarca de Tapachula. Marcos E. Becerra reportó la existencia de hablantes de zoque en varios municipios de la costa de Chiapas, pero, basado en un testimonio de fray Alonso Ponce, en el que señala que la lengua hablada en esa región es una muy parecida al zoque, Vivó concluyó que la lengua reportada por Becerra era en realidad el tapachulteco.[cita requerida]

## Descripción lingüística

### Clasificación
El tapachulteco pertenece al grupo mixeano de la familia lingüística totozoqueana,[cita requerida] que agrupa a un conjunto de lenguas habladas en la costa del golfo de México, el istmo de Tehuantepec y Chiapas. La mayoría de las lenguas mixeanas se habla en la sierra de Oaxaca y en el sur de Veracruz, de modo que la zona donde se habló el tapachulteco se encontraba a una distancia considerable del urheimat mixeano.